# Ambrosio de Alejandría
Ambrosio de Alejandría (antes de 212 - ca. 250 d. C.) fue un téologo alejandrino, amigo del teólogo cristiano Orígenes. Ambrosio se sintió atraído por la fama de Orígenes como profesor y visitó la Escuela catequística de Alejandría en 212 d. C. Inicialmente, Ambrosio se definía como un gnóstico valentiniano y marcionista, pero a través de las enseñanzas de Orígenes y de su escuela, fue rechazando el Gnosticismo y se convirtió en un seguidor del maestro y fue ordenado diácono, según san Jerónimo y Eusebio de Cesarea.

## Vida y obras

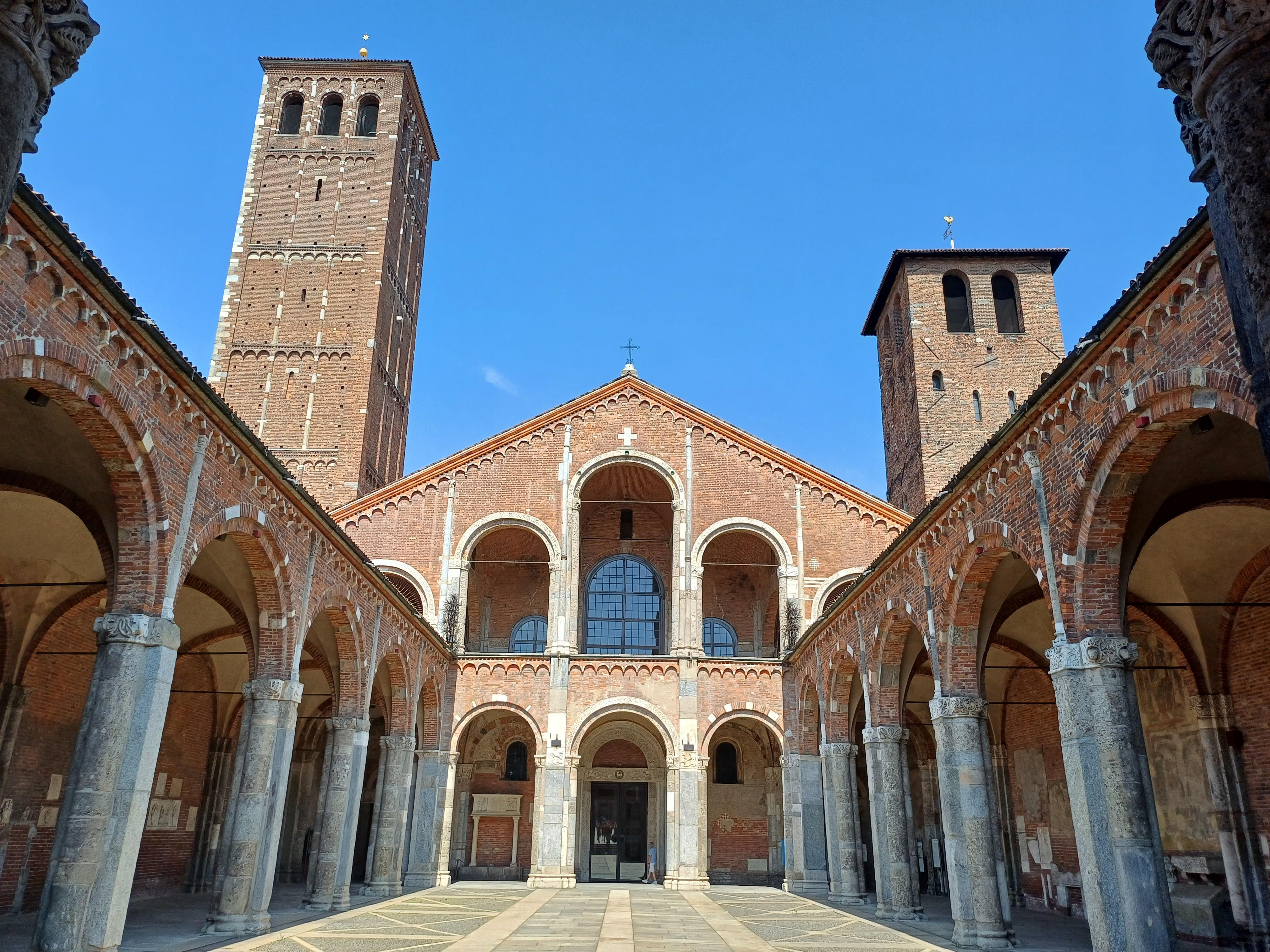
Atrio de la basílica de san Ambrosio de Milán.

Ambrosio destacó por sus continuas preguntas al maestro Orígenes, quien lo calificó de "capataz", utilizando el término "ἐργοδιώκτης", que era el que usaban los LXX para describir a los capataces del Faraón (cf. Comentario a Juan V,1). Como hombre rico, Ambrosio procuró ayudarse de los mejores libros para sus estudios y de secretarios diligentes para disminuir el trabajo en sus composiciones.
Ambrosio sufrió la persecución a los cristianos bajo el emperador romano Maximino el Tracio en el año 235 d. C. y Orígenes escribió su obra "Sobre el Martirio" en su honor. La última mención a Ambrosio en el registro histórico fue en la obra Contra Celso, de Orígenes, que fue escrita a petición de Ambrosio.
Orígenes frecuentemente habla de Ambrosio de manera afectuosa, lo trata como un hombre erudito y de excelente gusto literario. Todos los trabajos de Orígenes escritos después de 218 d. C. fueron dedicados a Ambrosio, incluyendo Contra Celso, los Comentario sobre el Evangelio de San Juan y Sobre la oración. Las cartas de Ambrosio hacia Orígenes (elogiadas por Jerónimo de Estridón) se perdieron, aunque quedan restos de alguna misiva.
Él fue uno de los sabios y eruditos biografiados por San Jerónimo en su obra De Viris Illustribus (capítulo 56).

## Veneración
Ambrosio es venerado como santo en algunos ramos de la cristiandad. Su fiesta en la Iglesia Católica cae el día 17 de marzo de cada año.